# Вильгельм VII Великий (маркиз Монферратский)
Вильгельм VII Великий (итал. Guglielmo VII detto il Gran Marchese; 1240, Трино, Священная Римская империя — 6 февраля 1292 года, Алессандрия, Священная Римская империя) — маркграф Монферратский, титулярный король Фессалоники из рода Алерамичи.

## Биография
Вильгельм VII родился в 1240 году в городе Трино, родителями его были Бонифаций II Монферратский и Маргарита Савойская. После смерти Бонифация в 1253 году унаследовал престол, но из-за малого возраста до в 1257 года регентом при нём была его мать Маргарита. В 1258 году Вильгельм женился на Изабелле де Клэр, дочери Ричарда де Клар графа Глостера.
В своей политике Вильгельм придерживался линии партии гвельфов, из-за чего в 1264 году ему пришлось начать войну с Оберто Паллавичино и городами, подержавшими императора — Алессандрией, Асти и Павией. Поддержка Карла I Анжуйского решила исход войны в пользу Вильгельма, в результате чего он значительно увеличил свой домен. Обеспокоенный усилением Карла Анжуйского после захвата последним Сицилии, Вильгельм VII был вынужден вступить в переговоры с гибеллинами, лидером которых тогда был Альфонсо Х.
Этот союз был закреплен браком Вильгельма VII Великого и Беатрисы Кастильской в 1271 году, который был заключен в городе Мурсия.
Альфонсо назначил Вильгельма своим наместником в Ломбардии и обещал ему помощь в случае вторжения анжуйцев, однако не выполнил свое обещание, когда те напали на Монферрато. Анжуйцы оккупировали часть территорий Вильгельма, а недавно присоединенные Алессандрия, Асти и Генуя подняли восстание против своего сюзерена. Несмотря на это и на то, что Папа Григорий Х отлучил Вильгельма от церкви, он всё же решил отстаивать свою территорию. 10 ноября 1274 года Вильгельм VII Великий в битве под Роккавьоне окончательно разгромил Карла Анжуйского, были взяты Трино, Турин и захвачена Савойя, после этого были возвращены все утраченные территории, кроме того в 1278 году город Верчелли признал его своим сеньором, Алекссандрия сделала его своим народным капитаном. Таким образом, Вильгельм вышел из этого конфликта, значительно усилив свои позиции и приобретя новые земли для своего домена. Вильгельм стал правителем городов: Алессандрия, Новара, Тортона, Альба, Генуя, Турин, Асти, Брешия, Кремона и Лоди. 5 августа 1278 года Милан назначил Вильгельма VII народным капитаном города с годовым окладом в размере 10 000 лир. Это был момент наибольшего могущества Вильгельма Великого. Чрезмерное усиление Вильгельма вызвало негативную реакцию со стороны соседних государств и внутренних врагов. Алессандрия и Асти восстали против его власти. После этого Вильгельм VII попал в плен к Томасу III Савойскому. 21 июня 1280 года в обмен на свободу ему пришлось уступить Турин, Грульяско и Колленьо, а также выплатить огромный выкуп золотом. Начиная с этого момента, власть в Пьемонте постепенно переходят в руки к Савойскому дому. 27 декабря 1281 года Вильгельм был изгнан из Милана, где власть захватил Оттоне Висконти. В качестве компенсации за потерю Милана Вильгельм VII получил Альбу.
В 1284 году дочь Вильгельма Виоланте (Иоланда) вышла замуж за византийского императора Андроника II Палеолога. Вильгельм VII с помощью этого брака планировал улучшить пошатнувшиеся в последнее время позиции Алерамичи на Балканах.

### Смерть
В 1291 году граждане Асти заплатили городу Алессандрии крупную суму денег, чтобы те восстали против маркиза. Маркиз, желая подавить сопротивление раз и навсегда, осадил город. Жители города пригласили его на переговоры, но, когда он вошел в крепость, его арестовали и посадили в железную клетку. В ней он и умер 6 февраля 1292 года, вероятнее всего от голода. Тело Вильгельма VII Великого было возвращено его семье и было похоронено в Цистерцианском монастыре — аббатство Санта-Мария-ди Лучедио, рядом с могилой его отца Бонифация II. Считается, что Вильгельм является основателем этого монастыря, хотя в реальности он был просто членом семьи основателей. Несмотря на политические и военные неудачи, щедрость Вильгельма была оценена его современниками. Он управлял государством без угнетения и коррупции, за это его подданные нарекли его «Великим».

## Семья
Вильгельм VII Великий был женат три раза:
1-я жена: Елена де Боско — дочь Ансельмо маркиза де Боско, детей в этом браке не было.
2-я жена: Изабелле де Клэр (1240 — † ок. 1270) — дочь Ричарда де Клэр, в этом браке был рожден один ребёнок:
- Маргарита († 1286) — жена Кастильского принца Хуана.

3-я жена: Беатриса Кастильская (1254 — † 1280) — дочь короля Кастилии Альфонсо Х.
У них было пять детей:
- сын (род.1272), умер в младенчестве;
- сын (род. 1273), умер в младенчестве;
- Иоланда (1271—1315) — жена Андроника II Палеолога;
- Джованни I (1275 — 9 января 1305) — маркграф Монферратский;
- Алиссина (ум. до 1305) — жена Бертольдо Орсини[8].